# Cửa biển Mỹ Á
Mỹ Á là cảng biển và cũng là một cửa biển trong năm cửa biển của tỉnh Quảng Ngãi, nằm ở địa bàn phường Phổ Quang, thị xã Đức Phổ.

## Vị trí
Cảng nằm giáp ranh giữa phường Phổ Quang và Phổ Vinh. Bên phải là núi Cửa (Phổ Vinh), bên trái là đá tảng (Phổ Quang).
Trên núi đá tảng thì có Dinh Cô. Trong giai đoạn trước năm 2010 thì thường có hoạt động hát bội được tổ chức tại đây.

## Quá trình xây dựng
Trong giai đoạn 2010-2020, cảng được đầu tư xây dựng lại. Nạo vét cảng, xây dựng khu neo đậu tàu thuyền, xây dựng bờ kè chắn sóng.

## Vai trò hiện tại
Là cảng phục vụ mục đích neo đậu ghe thuyền đánh bắt thủy hải sản của nhân dân.

Khu vực xung quanh cảng tập trung dân số với mật độ rất cao. Những người sống xung quanh cảng thường là những người làm việc trong các
hoạt động liên quan đến đánh bắt và chế biến hải sản, như đánh bắt cá, tôm, cua, ghẹ và các loại hải sản khác.

Các hoạt động này đóng vai trò quan trọng trong nền kinh tế của địa phương.